# 홀로그래피 원리
홀로그래피 원리(holographic principle)는 끈 이론의 특성이자 양자 중력의 가정된 특성으로, 공간의 부피에서 일어나는 물리학에 대한 설명이 중력 지평선(gravitational horizon)과 같은 빛꼴 저차원의(lower-dimensional) 경계선에 인코딩된 것으로 생각할 수 있다는 것이다. 헤라르뒤스 엇호프트에 의해 처음 제안되었으며, 엇호프트와 찰스 손Charles Thorn의 이전 아이디어와 결합한 레너드 서스킨드에 의해 정밀한 끈 이론적 해석이 이루어졌다. 레너드 서스킨드는 말하기를, "은하들, 항성들, 행성들, 집들, 바위들 및 사람들로 가득한 우주와 같은 일상적인 경험의 3차원 세계는 먼 2차원 표면에 코드화된 현실의 이미지인 한 홀로그램이다."라고 했다. 라파엘 부소Raphael Bousso가 지적한 대로, 쏜은 1978년 끈 이론이 중력이 현재 홀로그래피 방식으로 나타나는 저차원적 설명을 인정한다는 사실을 관찰했다. 홀로그래피의 대표적인 예는 AdS/CFT 대응성이다.
홀로그래피 원리는 블랙홀 열역학에서 영감을 얻었는데, 어떤 영역의 최대 엔트로피는 예상대로 반경의 세제곱이 아니라 제곱에 따라 비례한다고 추측된다. 블랙홀의 경우, 블랙홀에 떨어진 모든 천체들의 정보 내용(information content)이 사건의 지평선의 표면 변동에 전적으로 포함될 수 있다는 통찰을 얻었다. 홀로그래피 원리는 끈 이론의 틀 안에서 블랙홀 정보 역설을 해결한다.[5] 그렇지만, 면적 법칙(반지름 제곱)이 허용하는 엔트로피 값보다 더 큰, 따라서 원칙적으로 블랙홀보다 더 큰 값을 허용하는 아인슈타인 방정식에 대한 고전적 해법이 존재한다. 이를 소위 "휠러의 황금 주머니"라고 불린다. 이러한 해들의 존재는 홀로그래피 해석과 상충되며, 또한 홀로그래피 원리를 포함한 양자 중력 이론에서 그 효과는 아직 완전히 이해되지 않았다.

## 개괄적 요약
물리적 우주는 '물질'과 '에너지'로 구성되는 것으로 널리 알려져 있다. 2003년 사이언티픽 아메리칸 잡지에 실린 기사에서 제이콥 베켄슈타인은 과학자들이 "물리적 세계를 에너지와 물질은 부수적인 것으로 간주하고 정보로 이루어진 것으로 간주"할 수 있다고 제안하는 존 아치볼드 휠러가 시작한 최신 경향을 추측적으로 요약했다. 베켄슈타인은 홀로그래피 원리를 언급하며, "윌리엄 블레이크의 시처럼 '우리는 모래알 속에서 한 세계를 볼 수 있을까', 아니면 그 생각은 '시적허용'에 지나지 않을까?"라고 질문한다.

### 예상치 못한 연결
베켄슈타인의 주제 개요 "두 엔트로피 이야기"는 정보 이론의 세계와 고전 물리학 사이의 이전에는 예상치 못한 연결에 주목함으로써 휠러의 경향에 잠재적으로 심오한 함의가 있음을 설명한다. 이러한 연결은 1948년 미국의 응용수학자 클로드 섀넌이 오늘날 가장 널리 사용되는 정보 내용의 척도인 섀넌 엔트로피를 소개한 논문이 발표된 직후에 처음 설명되었다. 휴대폰에서 모뎀들로, 하드 디스크 드라이브들 그리고 DVD들로에 이르기까지 모든 최신 통신 및 데이터 저장 장치의 설계가 섀넌 엔트로피에 의존할 정도로 섀넌 엔트로피는 정보량의 객관적인 척도로서 매우 유용하게 사용되어 왔다.
열역학(열을 다루는 물리학의 한 분야)에서 엔트로피는 물질과 에너지의 물리적 시스템에서 '무질서'를 측정하는 척도로 널리 알려져 있다. 1877년 오스트리아의 물리학자 루트비히 볼츠만은 물질의 거시적 '덩어리'를 구성하는 입자가 동일한 거시적 '덩어리'처럼 '보이면서도' 존재할 수 있는 별개의 미시적 상태의 수로 더 정확하게 설명했다. 예를 들어, 방 안의 공기의 경우 열역학적 엔트로피는 개별 기체 분자가 방 안에 분포할 수 있는 모든 방법과 움직일 수 있는 모든 방법의 수의 로그와 같을 것이다.

### 에너지, 물질 및 정보 등가성
예를 들어 전신 메시지에 포함된 정보를 정량화하는 방법을 찾으려는 섀넌의 노력은 뜻밖에도 볼츠만과 같은 형태의 공식을 도출해 냈다. 베켄슈타인은 "홀로그래피적 우주의 정보"라는 제목의 2003년 8월호 사이언티픽 어메리칸 기사에서 "열역학적 엔트로피와 섀넌 엔트로피는 개념적으로 동일하며, 볼츠만 엔트로피로 계산되는 배열의 수는 물질과 에너지의 특정 배열을 구현하는 데 필요한 섀넌 정보의 양을 반영한다"고 요약했다. 물리학의 열역학적 엔트로피와 섀넌의 정보 엔트로피의 유일한 두드러진 차이점은 측정 단위들인데, 전자는 에너지를 온도로 나눈 단위로, 후자는 본질적으로 차원이 없는 정보의 "비트"들로 표현된다.
홀로그래피 원리에 따르면 블랙홀뿐만 아니라 일반 질량의 엔트로피도 부피가 아니라 표면적에 비례하며, 부피 자체는 환영이고 우주는 실제로는 그 경계선 표면에 '새겨진' 정보와 동형 사상인 한 홀로그램이다.

## AdS/CFT 대응성
그만큼 반 드 지터 공간|반 드 지터/등각 장론 대응성, 때로는 말디세나 이중성 또는 게이지/중력 이중성이라 불리는 것은 두 종류의 물리 이론 사이의 추측된 관계이다. 한쪽에는 양자 중력 이론에서 사용되는 반 드 지터 공간(AdS)이 있으며, 이는 끈 이론 또는 M 이론의 관점에서 공식화된다. 그  대응성의 다른 한쪽에는 기본 입자들을 설명하는 양-밀스 이론과 유사한 이론들을 포함하는 양자장 이론인 등각 장론(CFT)이 있다.
이 이중성은 끈 이론과 양자 중력에 대한 이해에 있어 중요한 진전을 의미한다. 이것은 특정 경계선 조건들을 가진 끈 이론의 한 비섭동 공식(non-perturbative)을 제공하기 때문이며 또한 홀로그래피 원리의 가장 성공적으로 실현이디 때문이다.
또한 강하게 커플링(strongly coupled)된 양자장론을 연구하는 데 강력한 툴키트를 제공한다. 이원성의 유용성의 강-약 이원성이라는 사실에서 기인한다: 대부분은 양자장론의 장들이 강하게 상호작용할 때, 중력 이론에서의 장들은 약하게 상호작용하고 따라서 수학적으로 더 추적할 수 있다. 이 사실은 해당 분야의 문제를 끈 이론에서 수학적으로 더 다루기 쉬운 문제로 변환함으로써 핵 및 응집물질물리학의 여러 측면을 연구하는 데 사용되어 왔다.
AdS/CFT 대응성은 1997년 말 후안 말다세나에 의해 처음 제안되었다. 이 대응의 중요한 측면은 스티븐 거브서Steven Gubser, 이고르 클레바노프Igor Klebanov, 알렉산드르 마르코비치 폴랴코프 및 에드워드 위튼의 논문들에서 자세히 설명되었다. 2015년까지 말다세나의 논문은 10,000회 이상 인용되어 고에너지 물리학 분야에서 가장 많이 인용된 논문이 되었다.

## 블랙홀 엔트로피
상대적으로 높은 엔트로피를 가진 물체는 뜨거운 기체처럼 미시적으로(microscopically) 무작위적이다. 알려진 고전적 장들의 구성(configuration)은 영 엔트로피를 갖는다: 전기장 및 자기장 또는 중력파 등에 무작위적인 것은 아무것도 없다. 블랙홀은 아인슈타인 방정식의 정확한 해이기 때문에 엔트로피가 전혀 없는 것으로 여겨졌다.
하지만 제이콥 베켄슈타인은 이것이 열역학 제2법칙을 위반하는 결과를 초래한다는 점에 주목했다. 만일 엔트로피가 있는 뜨거운 기체를 블랙홀에 던져 넣으면, 기체가 사건의 지평선을 넘어간 이후로 그 엔트로피가 사라진다. 그 블랙홀이 가스를 흡수하고 안정된 후에는 더 이상 가스의 무작위적인 특성을 보이지 않게 될 것이다. 만일 블랙홀이 실제로는 소비된 가스의 엔트로피보다 더 큰 양의 엔트로피를 가진 무작위 물체라면 열역학 제2법칙을 살릴 수 있다.
부피가 고정되어 있다면, 그 부피를 포함하는 사건 지평선을 가진 블랙홀이 엔트로피가 가장 높은 물체여야 한다. 그렇지 않으면, 우리가 엔트로피가 더 큰 물체를 가진다고 가정하면, 그 물체에 더 많은 질량을 투입하면 엔트로피가 더 적은 블랙홀을 얻게 되어, 열역학 제2법칙을 위반하게 된다.
반지름  R인 구에서, 상대론적 기체의 엔트로피는 에너지가 증가함에 따라 증가한다. 알려진 유일한 한계는 중력적이다; 에너지가 너무 많으면 그 기체는 블랙홀로 붕괴한다. 베켄슈타인은 이를 이용해 특정 공간 영역의 엔트로피에 상계(upper bound)를 두었고, 그 경계는 해당 영역의 면적에 비례했다. 그는 블랙홀 엔트로피가 사건의 지평선의 면적에 정비례한다는 결론을 내렸다. 중력 시간 팽창은 원격 관측자의 관점에서 시간을 사건 지평선에서 멈추게 한다. 최대 운동 속력의 자연적 한계로 인해 떨어지는 물체가 사건 지평선에 아무리 가까워져도 지평선을 넘을 수 없다. 양자 상태의 변화에는 시간이 흐르기 때문에 모든 물체와 양자 정보 상태는 사건 지평선에 각인된 상태로 유지된다. 베켄슈타인은 멀리 떨어진 관측자의 관점에서 블랙홀 엔트로피는 사건의 지평선의 면적에 정비례한다는 결론을 내렸다.
스티븐 호킹은 앞서 블랙홀 집합의 전체 지평선 면적이 시간이 지남에 따라 항상 증가한다는 것을 보여주었다. 지평선은 빛꼴 측지선에 의해 정의된 경계선이다; 그것은 간신히 빠져나갈 수 없는 광선들이다. 만일 인접한 측지선이 서로를 향해 움직이기 시작하면 결국 충돌하게 되고, 이 점에서 그들의 연장은 블랙홀 내부에 있다. 따라서 측지선들은 항상 멀어지고, 또한 경계선인 지평선의 면적을 생성하는 측지선들의 수는 항상 증가한다. 호킹의 결과는 엔트로피 증가 법칙과 유사하게 블랙홀 열역학 제2법칙이라고 불렸다.
처음에, 호킹은 이 비유를 그다지 심각하게 받아들이지 않았다. 그는 블랙홀은 복사를 하지 않기 때문에 양의 온도를 가진 어떤 흑체와도 열 평형을 이룰 수 없기 때문에 블랙홀은 온도가 영이어야 한다고 주장했다. 그러다가 그는 블랙홀이 복사 한다는 것을 발견했다. 열계에 열이 가해지면 엔트로피의 변화는 질량-에너지를 온도로 나눈 값의 증가이다:
{\displaystyle {\rm {d}}S={\frac {{\rm {\delta }}M\ c^{2}}{T}}.}
(여기서 δM c2 항은, 몇 가지 "상태 변수"들만의 함수, 즉 기존의 열역학에서 켈빈 온도 T'와 압력 같은 몇 가지 추가 상태 변수만 있는 dS와 달리, 일반적으로 통합 불가능한 무작위 과정에 의해 계에 추가된 열 에너지를 대체한다.)
만일 블랙홀들이 유한한 엔트로피를 갖는다면, 그것들은 또한 유한한 온도를 가져야 마땅하다. 특히, 그것들은 광자들의 열적 기체와 평형을 이룰 것다. 이것은 블랙홀들은 광자를 흡수할 뿐만 아니라 상세한 균형(detailed balance)을 유지하기 위해 적절한 양의 광자들을 방출해야 한다는 것을 의미한다.
시간 독립적 배경은 에너지를 보존하기 때문에 장 방정식에 대한 시간 독립적 해법들은 방사선을 방출하지 않는다. 호킹은 이 원리를 바탕으로 블랙홀이 방사선을 방출하지 않는다는 것을 보여주기 시작했다. 그러나, 놀랍게도, 면밀한 분석을 통해 그는 블랙홀이  방사선을 방출하며 또한 유한한 온도에서 기체와 평형을 이루기 위한 적절한 방식으로 방출 한다는 것을 확신하게 되었다. 호킹의 계산으로 비례 상수는 1/4로 고정되었다; 한 블랙홀의 엔트로피는 플랑크 단위로 수평선 면적의 4분의 1이다.
엔트로피는 거시적 설명은 그대로 두고 미시적으로 계를 구성할 수 있는 열거된 방법인 미시 상태(microstate)들의 수의 로그에 비례한다. 블랙홀 엔트로피는 심오한 수수께끼같다 - 그것은 블랙홀의 상태 수의 로그가 내부의 부피가 아니라, 사건의 지평의 면적에 비례한다는 것을 말한다.
나중에 라파엘 부소Raphael Bousso<'sub>는 널 시트들에 기반한 한 경계의 공변 버전(covariant version of the bound)을 생각해 냈다.

## 블랙홀 정보 역설
호킹의 계산은 블랙홀이 방출하는 복사는 블랙홀이 흡수하는 물질과 어떤 식으로도 관련이 없다고 제안했다. 나가는 광선들은 블랙홀의 가장자리에서 정확히 시작하여 지평선 근처에서 오랜 시간을 보내는 반면, 빨려 들어가는 물질은 훨씬 늦게 지평선에 도달한다. 들어오는 물질과 나가는 물질/에너지는 교차할 때만 상호 작용한다. 아주 작은 잔류 산란에 의해 나가는 상태가 완전히 결정된다는 것은 타당해 보이지 않는다.
호킹은 이것을 블랙홀이 파동 함수로 설명되는 순수한 상태에서 일부 광자들를 흡수하면 밀도 행렬로 기술되는 열 혼합 상태에서 새로운 광자를들을 재방출한다는 의미로 해석했다. 이는 양자역학에서 확률 진폭을 가진 중첩 상태는 결코 다른 가능성의 확률적 혼합 상태가 될 수 없기 때문에 양자역학을 수정해야 함을 의미할 것이다.
이 역설에 당황한 헤라르뒤스 엇호프트는 호킹 방사선의 방출을 더 자세히 분석했다. 그는 호킹 복사가 빠져나갈 때 들어오는 입자들이 나가는 입자들을 수정할 수 있는 방법이 있다는 점에 주목했다. 중력장은 블랙홀의 지평선을 변형시키고, 또한 변형된 지평선은 변형되지 않은 지평선보다 다른 나가는 입자들을 생성할 수 있다. 한 입자가 어떤 블랙홀에 떨어지면 외부 관측자에 비해 부스트되고 중력장은 보편적인 형태를 취한다. 엇호프트는 이 중력장이 블랙홀의 지평선에 로그 텐트폴 모양의 융기를 만들고, 그림자처럼 이 융기가 입자의 위치와 질량에 대한 대체 설명이 된다는 것을 보여주었다. 4차원 구형 비대전 블랙홀의 경우, 지평선의 변형은 끈 이론 세계면에서 입자들의 방출과 흡수를 설명하는 변형의 유형과 유사하다. 표면의 변형은 들어오는 입자들의 유일한 흔적이고, 이러한 변형이 나가는 입자들을 완전히 결정해야 하기 때문에 엇호프트는 블랙홀에 대한 올바른 설명은 어떤 형태의 끈 이론에 의해 이루어질 것이라고 믿었다.
이 아이디어는 홀로그래피를 개발하던 레오나드 서스킨드에 의해 대부분 독립적으로 더욱 정밀하게 만들어졌다. 서스킨드는 블랙홀의 지평선 진동이 유입되는 물질과 유출되는 물질 모두에 대한 완전한 설명이라고 주장했는데, 그 이유는 끈 이론의 세계면 이론이 바로 홀로그래피의 설명와 같았기 때문이다. 짧은 끈들은 영 엔트로피를 가졌지만, 그는 일반 블랙홀과 함께 매우 여기된 긴 끈 상태들을 식별할 수 있었다. 이것은 끈들이 블랙홀의 관점에서 고전적인 해석을 할 수 있다는 것을 밝혀냈다는 점에서 한 깊은 진전이었다.
이 연구는 끈 이론적 설명이 완전하고 모호하지 않으며 중복되지 않는다고 가정하고 양자 중력을 특이한 끈 이론적 방식으로 설명할 때 블랙홀 정보 역설이 해결된다는 것을 보여주었다. 양자 중력의 시공간은 저차원 블랙홀 지평선의 진동 이론에 대한 효과적인 설명으로 등장할 것이며, 끈뿐만 아니라, 적절한 특성을 가진 모든 블랙홀이 끈 이론 설명의 한 기초가 될 수 있음을 시사했다.
1995년에, 서스킨드는 공동 연구자들인 톰 뱅크스Tom Banks, 윌리 피슬러Willy Fischler 및 스티븐 쉔커Stephen Shenker와 함께 대전 점 블랙홀, 즉 유형 IIA 끈 이론(type IIA string theory)의 D0 막(brane)들에 대한 홀로그래피 설명을 사용하여 새로운 M-이론의 공식화을 발표했니다. 이들이 제안한 행렬 이론은 11차원 초중력 이론의 두 가지 갈래를 설명하기 위해 베르나르 드 위트Bernard de Wit, 옌스 호페Jens Hoppe 및 헤르만 니콜라이Hermann Nicolai에 의해 처음 제안되었다. 이후 저자들은 동일한 행렬 모형들을 특정 한계들에서 점 블랙홀의 동역학을 설명하는 것으로 재해석했다. 홀로그래피를 통해 그들은 이러한 블랙홀의 역학이 M-이론의 한 완전한 비섭동(non-perturbative) 공식을 제공한다는 결론을 내릴 수 있었다. 1997년에, 후안 말다세나는 고차원 물체, 즉 3+1차원 유형 IIB(Type II) 막(membrane)에 대한 최초의 홀로그래피 설명을 제공함으로써 게이지 이론을 설명하는 끈 설명을 찾는 오랜 문제를 해결했다. 이러한 발전은 동시에 끈 이론이 일부 형태의 초대칭 양자장론과 어떻게 관련되어 있는지를 설명했다.

## 정보 밀도 제한
정보 내용(information content)은 시스템이 특정 미시 상태에 있을 확률의 역수의 로그로 정의되며, 시스템의 정보 엔트로피는 시스템의 정보 내용에 대한 예상이다. 이 엔트로피의 정의는 고전 물리학에서 사용되는 표준 깁스 엔트로피(Gibbs entropy)와 동일하다. 이 정의를 물리 시스템에 적용하면 주어진 부피에서 주어진 에너지에 대해 해당 부피에서 물질을 구성하는 모든 입자의 행방에 대한 정보 밀도의 상한(베켄슈타인 경계(Bekenstein bound))이 있다는 결론에 도달하게 된다. 특히 주어진 부피에는 포함할 수 있는 정보의 상한이 있으며, 이곳에서 그것은 블랙홀로 붕괴될 것이다.
이는 물질 자체가 무한히 여러 번 세분화될 수 없으며 기본 입자의 궁극적인 수준이 존재해야 한다는 것을 제안한다. 한 입자의 자유도(degrees of freedom)는 하위 입자들의 모든 자유도의 곱이므로, 입자가 저 수준 입자로 무한히 세분화된다면 원래 입자의 자유도는 무한대가 되어 엔트로피 밀도의 최대 한계를 위반하게 된다. 따라서 홀로그래피 원리는 세분화가 어느 수준에서 멈춰야 한다는 것을 의미한다.
홀로그래피 원리를 가장 엄격하게 실현한 것은 후안 말다세나의 AdS/CFT 대응성이다. 그러나 J. 데이비드 브라운J. David Brown과 마크 헤노Marc Henneaux는 이미 1986년에 2+1 차원 중력의 점근 대칭이 비라소로 대수를 발생시키고, 이에 대응하는 양자 이론이 2차원 등각 장론임을 엄밀하게 증명했다.

## 실험적 테스트
페르미랩 물리학자 크레이그 호건Craig Hogan은 홀로그래피 원리가 중력파 검출기, 특히 GEO600에서 측정 가능한 명백한 배경 소음 또는 "홀로그래피 소음"으로 이어질 수 있는 공간 위치에서의 양자 요동들을 의미한다고 주장한다. 그렇지만, 이러한 주장은 양자 중력 연구자들 사이에서 널리 수용되거나 인용되지 않았으며, 그리고 끈 이론 계산들과 직접 충돌하는 것으로 나타난다..
유럽우주국이 2002년에 발사한 INTEGRAL 우주 관측소가 2004년에 측정한 감마선 폭발 GRB 041219A를 2011년에 분석한 결과, 크레이그 호건이 예측한 10-35미터 규모와 GEO600 장비의 측정에서 발견된 10-16미터 규모와는 달리 10-48미터 규모까지 소음이 없는 것으로 나타났다. 2013년 현재 호건이 이끄는 페르미랩에서 연구가 계속되고 있다.
제이콥 베켄슈타인는 탁상용 광자 실험으로 홀로그래피 원리를 테스트하는 방법을 찾았다고 주장했다.

## 같이 보기
- 베켄스타인 경계(Bekenstein bound)
- 블랙홀 너머
- 부조의 홀로그래피 경계(Bousso's holographic bound)
- 막 우주론(brane cosmology)
- 디지털 물리학
- 엔트로피적 중력
- 내재 및 외재 질서(implicate and explicate order)
- 마골루스-레비틴 정리(Margolus–Levitin theorem)
- 물리 우주론
- 양자 거품(quantum foam)

## 노트
1. ↑  블랙홀이 수행해서는 안 되는 측정의 경우 제외
2. ↑  "완전한 설명"은 모든 일차적인 성질을 의미한다.  예를 들어, 존 로크(그리고 그 이전의 로버트 보일)는 이를 크기, 모양, 움직임, 수 및 견고성으로 정의했다. 색, 향, 맛과 소리와 같은 이차적 질 정보,[20] 또는 내부 양자 상태는 사건 지평선의 표면 변동에 보존되어 있는 것으로 암시되는 정보가 아니다. (그러나 "경로 적분 양자화" 참조)

### 인용
1. ↑  Overbye, Dennis (2022년 10월 10일). “Black Holes May Hide a Mind-Bending Secret About Our Universe - Take gravity, add quantum mechanics, stir. What do you get? Just maybe, a holographic cosmos.”. 《The New York Times》. 2022년 10월 10일에 확인함.
2. ↑  Ananthaswamy, Anil (2023년 2월 14일). “Is Our Universe a Hologram? Physicists Debate Famous Idea on Its 25th Anniversary - The Ads/CFT duality conjecture suggests our universe is a hologram, enabling significant discoveries in the 25 years since it was first proposed”. 《Scientific American》. 2023년 2월 15일에 확인함.
3. 1 2 3  Susskind, Leonard (1995). “The World as a Hologram”. 《Journal of Mathematical Physics》 36 (11): 6377–6396. arXiv:hep-th/9409089. Bibcode:1995JMP....36.6377S. doi:10.1063/1.531249. S2CID 17316840.
4. ↑  Thorn, Charles B. (1991년 5월 31일). 《Reformulating string theory with the 1/N expansion》. International A.D. Sakharov Conference on Physics. Moscow. 447–54쪽. arXiv:hep-th/9405069. Bibcode:1994hep.th....5069T. ISBN 978-1-56072-073-7.
5. ↑  Susskind, L. (2008). 《The Black Hole War – My Battle with Stephen Hawking to Make the World Safe for Quantum Mechanics》. Little, Brown and Company. 410쪽. ISBN 9780316016407.
6. ↑  Bousso, Raphael (2002). “The Holographic Principle”. 《Reviews of Modern Physics》 74 (3): 825–874. arXiv:hep-th/0203101. Bibcode:2002RvMP...74..825B. doi:10.1103/RevModPhys.74.825. S2CID 55096624.
7. ↑  Marolf, Donald (2009). “Black Holes, AdS, and CFTs”. 《General Relativity and Gravitation》 41 (4): 903–17. arXiv:0810.4886. Bibcode:2009GReGr..41..903M. doi:10.1007/s10714-008-0749-7. S2CID 55210840.
8. ↑  Information in the Holographic Universe
9. ↑  “Information in the Holographic Universe by Jacob D. Bekenstein [July 14,2003]”.
10. 1 2  Bekenstein, Jacob D. (August 2003). “Information in the Holographic Universe – Theoretical results about black holes suggest that the universe could be like a gigantic hologram”. 《Scientific American》. 59쪽.
11. 1 2  Maldacena, Juan (March 1998). “The large $N$ limit of superconformal field theories and supergravity”. 《Advances in Theoretical and Mathematical Physics》 (영어) 2 (2): 231–252. arXiv:hep-th/9711200. Bibcode:1998AdTMP...2..231M. doi:10.4310/ATMP.1998.v2.n2.a1. ISSN 1095-0753.
12. ↑  de Haro et al. 2013, p. 2
13. ↑  Klebanov and Maldacena 2009
14. ↑  “Top Cited Articles of All Time (2014 edition)”. INSPIRE-HEP. 2015년 12월 26일에 확인함.
15. ↑  Bekenstein, Jacob D. (January 1981). “Universal upper bound on the entropy-to-energy ratio for bounded systems”. 《Physical Review D》 23 (215): 287–298. Bibcode:1981PhRvD..23..287B. doi:10.1103/PhysRevD.23.287. S2CID 120643289.
16. ↑  Bardeen, J. M.; Carter, B.; Hawking, S. W. (1973년 6월 1일). “The four laws of black hole mechanics”. 《Communications in Mathematical Physics》 (영어) 31 (2): 161–170. Bibcode:1973CMaPh..31..161B. doi:10.1007/BF01645742. ISSN 1432-0916. S2CID 54690354.
17. ↑  Majumdar, Parthasarathi (1998). “Black Hole Entropy and Quantum Gravity”. 《Indian Journal of Physics B》 73 (2): 147. arXiv:gr-qc/9807045. Bibcode:1999InJPB..73..147M.
18. ↑  Bousso, Raphael (1999). “A Covariant Entropy Conjecture”. 《Journal of High Energy Physics》 1999 (7): 004. arXiv:hep-th/9905177. Bibcode:1999JHEP...07..004B. doi:10.1088/1126-6708/1999/07/004. S2CID 9545752.
19. ↑  Anderson, Rupert W. (2015년 3월 31일). 《The Cosmic Compendium: Black Holes》 (영어). Lulu.com. ISBN 9781329024588.[개인 출판 출처]
20. ↑  Dennett, Daniel (1991). 《Consciousness Explained》. New York: Back Bay Books. 371쪽. ISBN 978-0-316-18066-5.
21. ↑  Dennett, Daniel (1991). 《Consciousness Explained》. New York: Back Bay Books. 371쪽. ISBN 978-0-316-18066-5.
22. ↑  Brown, J. D.; Henneaux, M. (1986). “Central charges in the canonical realization of asymptotic symmetries: an example from three-dimensional gravity”. 《Communications in Mathematical Physics》 104 (2): 207–226. Bibcode:1986CMaPh.104..207B. doi:10.1007/BF01211590. S2CID 55421933. .
23. ↑  Hogan, Craig J. (2008). “Measurement of quantum fluctuations in geometry”. 《Physical Review D》 77 (10): 104031. arXiv:0712.3419. Bibcode:2008PhRvD..77j4031H. doi:10.1103/PhysRevD.77.104031. S2CID 119087922..
24. ↑  Chown, Marcus (2009년 1월 15일). “Our world may be a giant hologram”. 《NewScientist》. 2010년 4월 19일에 확인함.
25. ↑  "Consequently, he ends up with inequalities of the type... Except that one may look at the actual equations of Matrix theory and see that none of these commutators is nonzero... The last displayed inequality above obviously can't be a consequence of quantum gravity because it doesn't depend on G at all! However, in the G→0 limit, one must reproduce non-gravitational physics in the flat Euclidean background spacetime. Hogan's rules don't have the right limit so they can't be right." – Luboš Motl, Hogan's holographic noise doesn't exist, 7 Feb 2012
26. ↑  “Integral challenges physics beyond Einstein”. European Space Agency. 2011년 6월 30일. 2013년 2월 3일에 확인함.
27. ↑  “Frequently Asked Questions for the Holometer at Fermilab”. 2013년 7월 6일. 2014년 2월 14일에 확인함.
28. ↑  Cowen, Ron (2012년 11월 22일). “Single photon could detect quantum-scale black holes”. 《Nature》. 2013년 2월 3일에 확인함.